# NGC 5728
NGC 5728 (również PGC 52521) – galaktyka spiralna (Sab), znajdująca się w gwiazdozbiorze Wagi. Odkrył ją 7 maja 1787 roku William Herschel.
NGC 5728 jest galaktyką Seyferta.
W galaktyce tej zaobserwowano do tej pory jedną supernową – SN 2009Y.